# Josh Martin (cestista)
Joshua Martin, detto Josh (Bothell, 6 ottobre 1995), è un cestista statunitense.